# Analýza přežívání
Analýza přežívání neboli analýza přežití je odvětví statistiky. Lze ji aplikovat například na odhadování střední doby života organismů nebo na střední dobu do výskytu poruchy zařízení. Obecně jde o modelování časového průběhu mezi vstupem do pozorování a další událostí. V biologických a lékařských vědách touto událostí často bývá smrt, odtud název „analýza přežívání“.

## Úvod do analýzy přežívání
Analýza přežívání se používá v několika oblastech
- K popisu časů přežívání členů skupiny
  - Úmrtnostní tabulky
  - Kaplan-Meierovy křivky
  - Přežívací funkce
  - Rizikové funkce
- Porovnávání časů přežívání dvou a více skupin
  - Log-rank test
- Popisem vlivu kategoriálních nebo nominálních veličin na přežití
  - Coxova proporcionální riziková regrese
  - Parametrické přežívací modely
  - Přežívací stromy
  - Přežívání náhodného lesa

### Definice obvykle používaných pojmů v analýze přežívání
Následující pojmy se obvykle používají v analýze přežívání:
- Událost: smrt, výskyt nemoci, recidiva, vyléčení a další pozorované události
- Čas: čas od počátku pozorování (například od operace nebo začátku léčby) do (i) události (ii) konce studie, (iii) ztráty kontaktu nebo vyřazením ze studie
- Čistá/očištěná pozorování: Pokud u subjektů nedojde k události během pozorovaného času, jsou pro analýzu nevhodné, nic o nich nebylo pozorováno a nic nevíme o subjektu v dalším čase (může i nemusí u nich dojít k události později po konci pozorování)
- Přežívací funkce S(t): Pravděpodobnost, že subjekt přežije déle než do času t

## Historie
Původ analýzy přežívání lze nalézt v úmrtnostních tabulkách, které byly používány již před mnoha stoletími. Velkého rozmachu dosáhl tento obor v době druhé světové války, kdy analýza přežívání expandovala i do strojírenství. Z počátku byla používána zejména pro určování životnosti vojenského vybavení, brzy po válce ji však začal hojně využívat i soukromý průmysl. Postupem času byly parametrické modely nahrazeny neparametrickými metodami, zejména kvůli potřebám klinických studií a lékařských výzkumů. Posledním velkým krokem ve využívání technik analýzy přežívání bylo vytvoření softwarových balíčků a vysoce výkonných počítačů, které jsou schopny efektivně provádět potřebné složité algoritmy. V současné době je analýza přežívání používána v mnoha různých oborech.

## Studie přežívání
Při studování určitých jevů mohou vědci sledovat různé vlastnosti. Těmto vlastnostem se říká proměnné, zjištěné hodnoty jsou pak data. Data do studií mohou být získána různými způsoby. Podle způsobu získávání dat lze studie dělit na prospektivní a retrospektivní.
Retrospektivní studie sbírají data ze starších vybraných případů. Výhodou je zejména finanční nenáročnost a relativně rychlá dostupnost odpovědí na dané otázky. Hlavní nevýhodou jsou časté nepřesnosti v záznamech, které mohou výsledky studie od základu změnit. Proto jsou v současnosti preferovány spíše prospektivní studie.
Prospektivní studie jsou obvykle plánované studie, do kterých je zahrnuta skupina lidí se srovnatelným zdravotním stavem. Tato skupina je po určitou dobu pozorována, aby bylo možno sledovat dobu, za kterou se nemoc (nebo jiný objekt sledování) rozvine.
Jinou formou prospektivní studie jsou takzvané klinické pokusy. Jsou to kontrolované experimenty, které se obvykle snaží určit účinnost nového léku nebo léčebné metody. Pacienti vstupující do těchto pokusů jsou rozděleni do několika skupin, některým je podán nový lék, resp. jsou léčeni novou metodou, jiným je podáno pouze placebo, resp. je použita starší léčebná metoda. Vliv na pacienty je pak po dostatečně dlouhou dobu sledován, aby bylo možno určit, zda je nový lék či léčebná metoda účinnější než ty dosud používané.